# Diocesi di Roseau

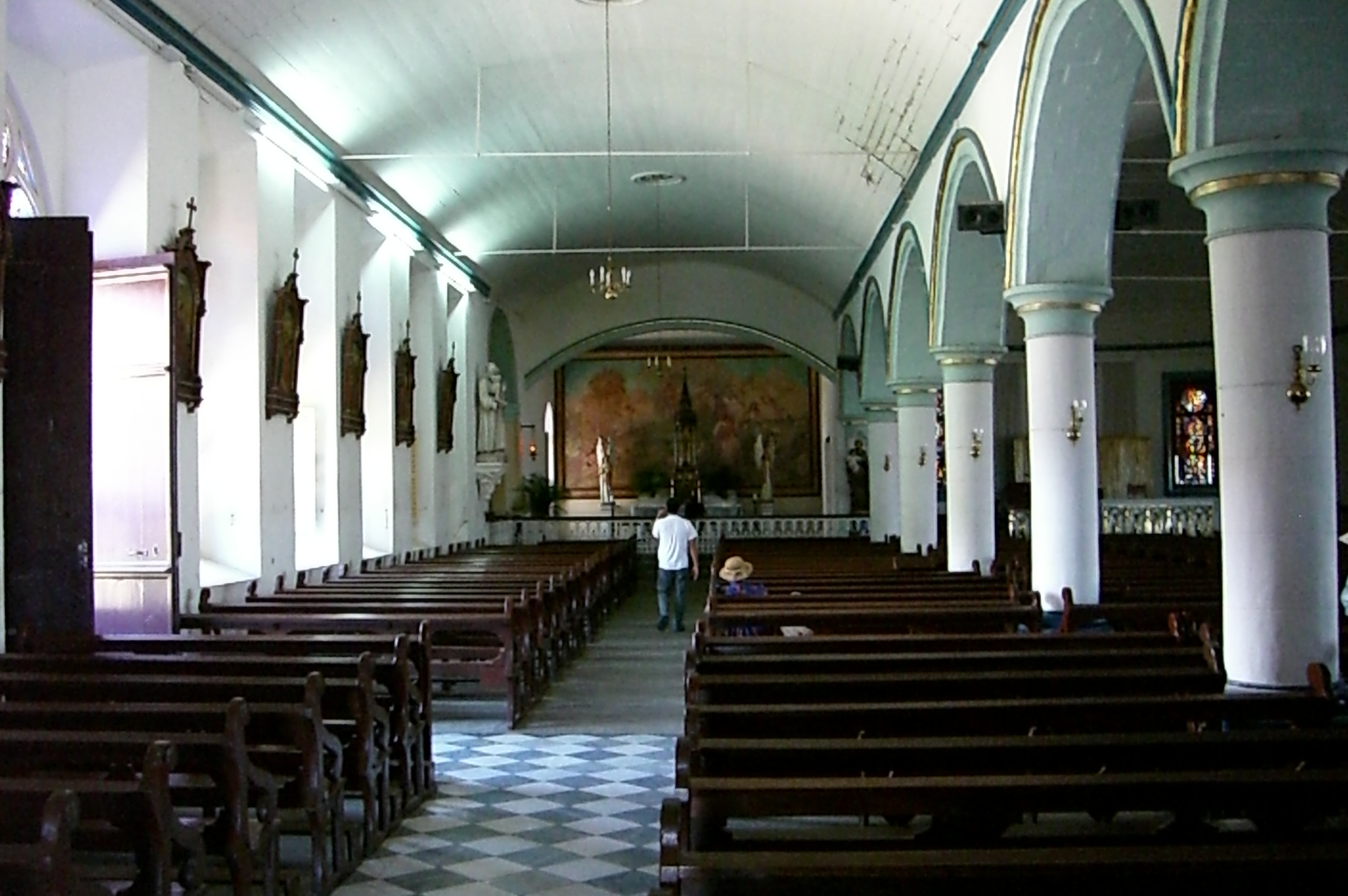
Interno della cattedrale di Roseau

La diocesi di Roseau (in latino Dioecesis Rosensis) è una sede della Chiesa cattolica in Dominica suffraganea dell'arcidiocesi di Castries. Nel 2022 contava 41.577 battezzati su 69.000 abitanti. È retta dal vescovo Kendrick John Forbes.

## Territorio
La diocesi comprende l'isola di Dominica.
Sede vescovile è la città di Roseau, capitale dello stato, dove si trova la cattedrale di Nostra Signora di Fair Haven.
Il territorio è suddiviso in 15 parrocchie.

## Storia
La diocesi è stata eretta il 30 aprile 1850 con il breve Ex apostolici muneris di papa Pio IX, ricavandone il territorio dal vicariato apostolico di Trinidad, che contestualmente è stato elevato al rango di arcidiocesi metropolitana e ha assunto il nome di arcidiocesi di Porto di Spagna.
Originariamente la sede di Roseau era suffraganea della medesima arcidiocesi di Porto di Spagna, e comprendeva, oltre all'isola di Dominica, anche le Isole Vergini Americane, Antigua e Barbuda, Saint Kitts e Nevis, Montserrat, Anguilla e le Isole Vergini britanniche.
Il 21 novembre 1924 ha ceduto le Isole Vergini Americane alla diocesi di San Juan di Porto Rico.
Il 16 gennaio 1971 ha ceduto tutte le altre isole a vantaggio dell'erezione della diocesi di Saint John's (oggi diocesi di Saint John's-Basseterre).
Il 18 novembre 1974 è entrata a far parte della provincia ecclesiastica di Castries.

## Cronotassi dei vescovi
Si omettono i periodi di sede vacante non superiori ai 2 anni o non storicamente accertati.
- Michael Monaghan † (30 aprile 1850 - 16 luglio 1855 deceduto)
- Michel-Désiré Vesque † (19 agosto 1856 - 10 luglio 1858 deceduto)
- René-Marie-Charles Poirier, C.I.M. † (12 novembre 1858 - 23 aprile 1878 deceduto)
- Michael Naughten † (2 settembre 1879 - 4 luglio 1900 deceduto)
- Philip Schelfhaut, C.SS.R. † (25 maggio 1902 - 22 maggio 1921 deceduto)
- Jaak Moris, C.SS.R. † (4 marzo 1922 - 4 giugno 1957 deceduto)
- Arnold Boghaert, C.SS.R. † (4 giugno 1957 succeduto - 29 novembre 1993 deceduto)
- Edward Joseph Gilbert, C.SS.R. (1º luglio 1994 - 21 marzo 2001 nominato arcivescovo di Porto di Spagna)
- Gabriel Malzaire (10 luglio 2002 - 11 febbraio 2022 nominato arcivescovo di Casties[1])
  - Sede vacante (2022-2024)
- Kendrick John Forbes, dal 2 maggio 2024

## Statistiche
La diocesi nel 2022 su una popolazione di 69.000 persone contava 41.577 battezzati, corrispondenti al 60,3% del totale.
| anno | popolazione | popolazione | popolazione | presbiteri | presbiteri | presbiteri | presbiteri                | diaconi | religiosi | religiosi | parrocchie |
| anno | battezzati  | totale      | %           | numero     | secolari   | regolari   | battezzati per presbitero | diaconi | uomini    | donne     | parrocchie |
| ---- | ----------- | ----------- | ----------- | ---------- | ---------- | ---------- | ------------------------- | ------- | --------- | --------- | ---------- |
| 1948 | 57.133      | 135.375     | 42,2        | 32         |            | 32         | 1.785                     |         | 8         | 48        | 16         |
| 1966 | 69.000      | 182.000     | 37,9        | 39         | 3          | 36         | 1.769                     |         | 18        | 61        | 22         |
| 1970 | 65.000      | 210.000     | 31,0        | 39         | 3          | 36         | 1.666                     |         | 47        | 61        | 22         |
| 1976 | 70.000      | 78.000      | 89,7        | 3          | 3          |            | 23.333                    |         |           | 41        | 16         |
| 1980 | 65.000      | 75.000      | 86,7        | 24         | 1          | 23         | 2.708                     | 1       | 28        | 31        | 16         |
| 1999 | 59.707      | 75.393      | 79,2        | 27         | 6          | 21         | 2.211                     |         | 26        | 26        | 15         |
| 2000 | 59.707      | 75.393      | 79,2        | 30         | 6          | 24         | 1.990                     |         | 27        | 30        | 15         |
| 2001 | 59.707      | 75.393      | 79,2        | 29         | 6          | 23         | 2.058                     |         | 31        | 27        | 15         |
| 2002 | 59.707      | 75.393      | 79,2        | 28         | 6          | 22         | 2.132                     |         | 30        | 23        | 15         |
| 2003 | 59.707      | 75.393      | 79,2        | 29         | 6          | 23         | 2.058                     |         | 30        | 22        | 15         |
| 2004 | 42.174      | 73.772      | 57,2        | 28         | 6          | 22         | 1.506                     |         | 29        | 22        | 15         |
| 2010 | 42.174      | 68.635      | 61,4        | 26         | 11         | 15         | 1.622                     |         | 24        | 14        | 14         |
| 2014 | 42.540      | 69.400      | 61,3        | 27         | 15         | 12         | 1.575                     | 2       | 23        | 11        | 15         |
| 2017 | 42.483      | 69.319      | 61,3        | 22         | 10         | 12         | 1.931                     | 3       | 17        | 14        | 15         |
| 2020 | 41.959      | 69.414      | 60,4        | 19         | 11         | 8          | 2.208                     | 3       | 12        | 9         | 15         |
| 2022 | 41.577      | 69.000      | 60,3        | 22         | 13         | 9          | 1.889                     | 3       | 11        | 9         | 15         |